# Olimpiada Internațională de Matematică din 2010
Olimpiada Internațională de Matematică din 2010 a fost a 51-a ediție a OIM și a avut loc la Astana, Kazahstan. La această ediție au participat 97 de țări, dintre care echipa Coreei de Nord a fost descalificată. La echipe a câștigat echipa Chinei cu 197 de puncte. Pe locurile 2 și 3 s-au clasat Rusia, respectiv SUA. România a ocupat doar locul 16.

## Clasamentul pe țări
| Loc | Țară             | Punctaj    |
| --- | ---------------- | ---------- |
| 1   | China            | 197 puncte |
| 2   | Rusia            | 169 puncte |
| 3   | SUA              | 168 puncte |
| 4   | Coreea de Sud    | 156 puncte |
| 5=  | Kazahstan        | 148 puncte |
| 5=  | Thailanda        | 148 puncte |
| 7   | Japonia          | 141 puncte |
| 8   | Turcia           | 139 puncte |
| 9   | Germania         | 138 puncte |
| 10  | Serbia           | 135 puncte |
| 11= | Vietnam          | 133 puncte |
| 11= | Italia           | 133 puncte |
| 13= | Canada           | 129 puncte |
| 13= | Ungaria          | 129 puncte |
| 15  | Australia        | 128 puncte |
| 16= | România          | 127 puncte |
| 16= | Iran             | 127 puncte |
| 18  | Peru             | 124 puncte |
| 19  | Taiwan           | 123 puncte |
| 20  | Hong Kong, China | 121 puncte |
| 21  | Bulgaria         | 118 puncte |
| 22= | Ucraina          | 117 puncte |
| 22= | Singapore        | 117 puncte |
| 24  | Polonia          | 116 puncte |
| 25  | Regatul Unit     | 114 puncte |
| 26  | Uzbekistan       | 112 puncte |
| 27  | Belarus          | 110 puncte |
| 28  | Azerbaidjan      | 109 puncte |
| 29  | Noua Zeelandă    | 106 puncte |
| 30= | Franța           | 105 puncte |
| 30= | Indonezia        | 105 puncte |
| 32  | Croația          | 103 puncte |

## Clasamentul individual
| Loc | Concurent          | Țară     | P1 | P2 | P3 | P4 | P5 | P6 | Total | Premiu         |
| --- | ------------------ | -------- | -- | -- | -- | -- | -- | -- | ----- | -------------- |
| 1   | Zipei Nie          | China    | 7  | 7  | 7  | 7  | 7  | 7  | 42    | Medalie de aur |
| 2   | Evan O'Dorney      | SUA      | 6  | 7  | 5  | 7  | 7  | 7  | 39    | Medalie de aur |
| 3   | Teodor von Burg    | Serbia   | 5  | 7  | 4  | 7  | 7  | 7  | 37    | Medalie de aur |
| 4=  | Melih Üçer         | Turcia   | 7  | 7  | 7  | 7  | 7  | 1  | 36    | Medalie de aur |
| 4=  | Lisa Sauermann     | Germania | 7  | 7  | 7  | 7  | 1  | 7  | 36    | Medalie de aur |
| 4=  | Jialun Li          | China    | 7  | 7  | 7  | 7  | 1  | 7  | 36    | Medalie de aur |
| 7=  | Victor Omelyanenko | Rusia    | 7  | 7  | 7  | 7  | 7  | 0  | 35    | Medalie de aur |
| 7=  | Robin Cheng        | Canada   | 7  | 7  | 7  | 7  | 7  | 0  | 35    | Medalie de aur |

## Loturi țări
| Concurent               | Țară    | P1 | P2 | P3 | P4 | P5 | P6 | Total | Premiu             |
| ----------------------- | ------- | -- | -- | -- | -- | -- | -- | ----- | ------------------ |
| Radu Bumbăcea           | România | 7  | 7  | 0  | 7  | 0  | 7  | 28    | Medalie de aur     |
| Ștefan Adrian Ivanovici | România | 7  | 5  | 1  | 7  | 7  | 0  | 27    | Medalie de aur     |
| Ömer Cerrahoğlu         | România | 7  | 7  | 5  | 7  | 0  | 0  | 26    | Medalie de argint  |
| Tudor Pădurariu         | România | 6  | 1  | 1  | 7  | 0  | 2  | 17    | Medalie de bronz   |
| Filip Andrei Chindea    | România | 7  | 1  | 0  | 7  | 0  | 0  | 15    | Medalie de bronz   |
| Cosmin Pohoață          | România | 6  | 1  | 0  | 7  | 0  | 0  | 14    | Mențiune onorabilă |

| Concurent          | Țară              | P1 | P2 | P3 | P4 | P5 | P6 | Total | Premiu             |
| ------------------ | ----------------- | -- | -- | -- | -- | -- | -- | ----- | ------------------ |
| Andrei Ivanov      | Republica Moldova | 7  | 7  | 0  | 7  | 1  | 0  | 22    | Medalie de argint  |
| Iulian Gramațki    | Republica Moldova | 2  | 0  | 0  | 7  | 7  | 0  | 16    | Medalie de bronz   |
| Alexandru Grigoroi | Republica Moldova | 7  | 1  | 0  | 7  | 0  | 0  | 15    | Medalie de bronz   |
| Andrei Iliașenco   | Republica Moldova | 7  | 1  | 0  | 7  | 0  | 0  | 15    | Medalie de bronz   |
| Cristian Cerneanu  | Republica Moldova | 7  | 0  | 0  | 7  | 0  | 0  | 14    | Mențiune onorabilă |
| Gheorghe Pupăzan   | Republica Moldova | 3  | 0  | 0  | 7  | 0  | 0  | 10    | Mențiune onorabilă |

| Concurent   | Țară  | P1 | P2 | P3 | P4 | P5 | P6 | Total | Premiu         |
| ----------- | ----- | -- | -- | -- | -- | -- | -- | ----- | -------------- |
| Zipei Nie   | China | 7  | 7  | 7  | 7  | 7  | 7  | 42    | Medalie de aur |
| Jialun Li   | China | 7  | 7  | 7  | 7  | 1  | 7  | 36    | Medalie de aur |
| Yikang Xiao | China | 7  | 7  | 0  | 7  | 7  | 6  | 34    | Medalie de aur |
| Min Zhang   | China | 7  | 7  | 7  | 7  | 2  | 0  | 30    | Medalie de aur |
| Li Lai      | China | 7  | 7  | 0  | 7  | 7  | 0  | 28    | Medalie de aur |
| Jun Su      | China | 6  | 7  | 2  | 7  | 0  | 5  | 27    | Medalie de aur |